# Бобровніцьке-Поле
Бобровніцьке-Поле (пол. Bobrownickie Pole, нім. Bebern-Räumung) — село в Польщі, у гміні Бобровники Ліпновського повіту Куявсько-Поморського воєводства.
Населення — 559 осіб (2011).

## Демографія
Демографічна структура станом на 31 березня 2011 року:
|          | Загалом | Допрацездатний вік | Працездатний вік | Постпрацездатний вік |
| -------- | ------- | ------------------ | ---------------- | -------------------- |
| Чоловіки | 284     | 87                 | 177              | 20                   |
| Жінки    | 275     | 48                 | 166              | 61                   |
| Разом    | 559     | 135                | 343              | 81                   |